# Bren Foster
Bren Foster es un actor y artista marcial australiano-inglés, más conocido por haber interpretado a Quinn Hudson en la serie Days of our Lives y actualmente por dar vida a Wolf Taylor en la serie The Last Ship.

## Biografía
Estudió interpretación en la Universidad de Sídney.
Bren Foster es altamente entrenado en Taekwondo, en el cual posee el rango de séptimo DAN, también ha llegado al grado de cinturón negro en varios estilos de lucha como Hapkido, Hwarang Do, Jiu Jitsu Brasileño, Kickboxing y tiene altos conocimientos en Full Contact, Kung Fu y Hai Dong Gumdo. Bren ha ganado más de 150 medallas y diversos trofeos.
Actualmente pertenece a una escuela Austrliana llamada "Elite Martial arts Australia".
Bren tiene un hijo de una relación anterior, Jaylan "Jay" Foster.
Desde el 2006 sale con la modelo Chelsea Castles, la pareja se casó poco después, la pareja tiene una hija Arielle Foster.

## Carrera
En el 2003 apareció en el documental National Geographic XMA: Xtreme Martial Arts donde Bren junto a otros destacados artistas marciales fueron puestos a prueba por la ciencia.
En el 2006 Foster apareció en Fight Science para National Geographic representando el Taekwondo y demostrando sus habilidades. En el 2007 apareció en la película LA Noir donde interpretó a Kelso.
Entre el 2008 y el 2010 participó en exitosas series australianas como Home and Away, East West 101 y Sea Patrol donde dio vida al teniente Cliff Bailey. 
En el 2009 se unió al elenco de la película australiana Cedar Boys donde interpretó a Jamal Ayoub, un joven en la cárcel que intenta desesperadamente alejar a su hermano menor del camino criminal.
En el 2011 apareció como invitado en la serie Femme Fatales donde interpretó a Howard. 
El 5 de mayo del mismo año se unió al elenco de la serie Days Of Our Lives donde interpretó a Quinn Hudson, hasta el 2012 después de que su personaje decidiera irse.
En el 2012 apareció por segunda vez en la serie Melissa & Joey ahora interpretando a Jules D. Sawyer, anteriormente había aparecido por primera vez en la serie en el 2011 donde interpretó a Ben durante el episodio "The Settlement".
En el 2015 se unió al elenco de la segunda temporada de la serie The Last Ship donde da vida al suboficial Wolf "Wolf-Man" Taylor, un miembro de la Armada Real Australiana unida al Programa Especial de la Marina estadounidense de Operaciones Conjuntas en Entrenamiento a bordo del USS Nathan James. En el 2016 durante el inicio de la tercera temporada Ben se convirtió en parte del elenco principal de la serie.

## Filmografía

### Series de televisión
| Año             | Título                   | Personaje             | Notas                             |
| --------------- | ------------------------ | --------------------- | --------------------------------- |
| 2015 - presente | The Last Ship            | SCPO. Wolf Taylor     | 21 episodios                      |
| 2011, 2012      | Melissa & Joey           | Jules D. Sawyer       | 2 episodios                       |
| 2011 - 2012     | Days of Our Lives        | Quinn Hudson          | 108 episodios                     |
| 2011            | Femme Fatales            | Howard                | episodio "Something Like Murder"  |
| 2008, 2010      | Fight Science            | Bren                  | 2 episodios                       |
| 2009            | Sea Patrol               | Teniente Cliff Bailey | 2 episodios                       |
| 2008            | Review with Myles Barlow | Novio de Kelly        | episodio # 1.3                    |
| 2008            | The Strip                | Russell Keegan        | episodio # 1.2                    |
| 2007 - 2008     | Home and Away            | Tony                  | 3 episodios                       |
| 2008            | East West 101            | Guy                   | episodio "The Hand of Friendship" |

### Películas
| Año  | Título              | Personaje          | Notas |
| ---- | ------------------- | ------------------ | --- |
| 2024 | Life After Fighting | Alex Faulkner      | junto a Cassie Howarth y Luke Ford                                                                                  |
| 2020 | Alpha Code          | Martin Fell        | junto a Denise Richards y Randy Couture                                                                             |
| 2016 | SFv1                | -                  | junto a Isabel Lucas, Kellan Lutz, Daniel MacPherson, Luke Ford, Rachel Griffiths, Temuera Morrison y Firass Dirani |
| 2015 | Terminus            | Agente Stipe       | junto a Todd Lasance, Katherine Hicks, Steve Le Marquand y Zoe Carides                                              |
| 2015 | Infini              | Morgan Jacklar     | junto a Daniel MacPherson, Luke Ford, Luke Hemsworth, Matt Minto y Grace Huang                                      |
| 2013 | Force of Execution  | Roman Hurst        | junto a Danny Trejo, Steven Seagal, Ving Rhames, Jenny Gabrielle, Jesus Jr. y David House                           |
| 2012 | Maximum Conviction  | Bradley            | junto a Steven Seagal, Steve Austin y Michael Paré                                                                  |
| 2011 | War Flowers         | John Ellis         | junto a Christina Ricci y Tom Berenger                                                                              |
| 2011 | Bad to the Bone     | Bone               | junto a Virginia Bryant                                                                                             |
| 2011 | Venger              | Michael McCullough | corto - junto a Christian Clark y Henry Nixon                                                                       |
| 2009 | Cedar Boys          | Jamal Ayoub        | junto a Rachael Taylor, Martin Henderson y Daniel Amalm                                                             |
| 2009 | Drowning            | Tommy              | corto - junto a Xavier Samuel                                                                                       |
| 2009 | Vinyl               | Alex               | corto - junto a Matthew Walker, Drew Pearson y Pacharo Mzembe                                                       |
| 2008 | Man of Blood        | Tony Rey           | corto - junto a Richard Norton                                                                                      |
| 2001 | Invencibles         | Shadowman # 2      | junto a Dominic Purcell y Matt Boesenberg                                                                           |

### Videojuegos
| Año  | Título  | Personaje       | Notas                           |
| ---- | ------- | --------------- | ------------------------------- |
| 2015 | Mad Max | Max Rockatansky | prestó su voz para el personaje |

### Doble
| Año  | Título          | Notas                        |
| ---- | --------------- | ---------------------------- |
| 2011 | Bad to the Bone | coreógrafo escenas de peleas |